# Gino Mäder
Gino Mäder (født 4. januar 1997 i Flawil, død 16. juni 2023 i Chur) var en professionel cykelrytter fra Schweiz, der ved sin død var på kontrakt hos Bahrain Victorious.

## Karriere
Ved VM i landevejscykling 2018 blev han nummer fire ved U23 herrernes linjeløb. Én måned før var han blevet nummer tre ved Tour de l'Avenir 2018 og vundet to af løbets etaper.
Fra 2019-sæsonen begyndte Mäder at kører på World Touren, da han skrev en toårig kontrakt med Dimension Data. Den første sæson blev præget af skader, og han fik ingen resultater.
Da Mäder blev udtaget til Vuelta a España 2020, var det første gang han skulle deltage i en Grand Tour. Her blev han nummer fire i ungdomskonkurrencen.

## Død
På den sidste nedkørsel på 5. etape af Tour de Suisse 2023 styrtede Gino Mäder alvorligt. Han røg ud over en klippeskrænt og blev fundet livløs i vandet, hvorefter han blev genoplivet og fløjet med helikopter til et hospital i Chur for videre behandling. Dagen efter, 16. juni, døde han af de alvorlige skader, han pådrog sig ved styrtet.